# Rimanella arcana
Rimanella arcana – gatunek ważki, jedyny przedstawiciel rodzaju Rimanella i rodziny Rimanellidae. Występuje w północnej części Ameryki Południowej – w Wenezueli, Gujanie i Surinamie.

## Systematyka
Gatunek ten opisał James George Needham w 1933 roku pod nazwą Rima arcana, tworząc dla niego nowy, monotypowy rodzaj Rima. Nazwa rodzaju okazała się jednak zajęta przez Rima Pallary, 1910 w gromadzie Gastropoda (ślimaki), dlatego w 1934 roku Needham przemianował ją na Rimanella.
Rodzaj Rimanella był dawniej umieszczany w rodzinie Amphipterygidae. W 2013 roku Dijkstra et al. w oparciu o badania filogenetyczne wydzielili ten rodzaj z Amphipterygidae do monotypowej rodziny Rimanellidae.